# بارث، آلمان
شهر بارث، آلمان در ایالت مکلنبورگ-فورپومرن در کشور آلمان واقع شده است.